# ビッグブラウン
ビッグブラウン (Big Brown) はアメリカ合衆国の競走馬、種牡馬。おもな勝ち鞍は2008年のケンタッキーダービー、プリークネスステークス。

## 経歴

### デビュー前
2007年4月のキーンランド2歳トレーニングセールにて19万ドルで落札される。

### 2歳・3歳（2007年 - 2008年）
2007年の9月に行われた芝のデビュー戦を11馬身差で圧勝。半年の休養を挟んだ後、翌2008年3月に行われたダート戦のアロウワンス（一般競走）も直線入り口で先頭に立つとあとは後続に12馬身差をつける圧勝と、デビューからの2戦をともに大差勝ちを納めた。
陣営はケンタッキーダービーを見据え、その前哨戦であるG1競走フロリダダービーへビッグブラウンを出走させる。結果は、ビッグブラウンが一度も先頭を譲らずそのまま5馬身差をつける圧勝であった。この後日、全米2歳チャンピオンのウォーパスの故障により、このフロリダダービーを含めたデビューからの連勝、しかもすべてが圧勝ということで一躍ケンタッキーダービーの大本命とされるようになる。
迎えたケンタッキーダービーでは20頭立ての大外20番枠と先行して押し切る競馬を得意とするビッグブラウンにはやや不利な枠となる。レースではやはり大外枠が影響して、内枠発走であった馬達に先行を許すが、第4コーナーあたりで徐々に順位を押し上げ、直線で先頭に立つと後続を引き離して5馬身近くリードを保ってゴールイン。4戦4勝でバーバロ以来の7頭目の無敗、1915年リグレットに並ぶ3戦の最少キャリア、20番枠では1929年クライドバンデューセン以来のケンタッキーダービー制覇となった。同馬を管理しているリチャード・ダトロー・ジュニア調教師はケンタッキーダービー初制覇となった。レース後の5月15日には当年限りで競走馬を引退して総額5000万ドル（約51億円）以上とも言われるシンジケートが組まれ、スリーチムニーズファームで種牡馬入りすることが発表された。
2週間後のプリークネスステークスでは3番手を追走し、直線入り口で先頭に立つと、そのまま2番手以下を引き離して優勝。2着のマッチョアゲインにつけた着差は5馬身1/4と、ゴール前でデザーモが手綱を緩める余裕があったほどの圧勝で、2004年のスマーティージョーンズ以来4年ぶりの無敗での二冠達成となった。レース後、ビッグブラウンは左前脚の裂蹄を発症した。
そしてアファームド以来30年ぶりの三冠、シアトルスルー以来31年ぶりにして史上二頭目の無敗での三冠達成がかかったベルモントステークスでは、圧倒的な1番人気に支持され、1番枠を引き当てた。ライバルと目されていたのは日本から遠征し、前年のラグズトゥリッチズに続くベルモントステークス兄妹三連覇に臨むカジノドライヴであったが、カジノドライヴは挫石により直前で同レースの出走を取り消した。レースでは、まずまずのスタートを切り、ハナを奪ったダタラ、テイルオブエカティに続く三番手でレースを進めた。第3コーナー半ばで鞍上のデザーモが手綱を動かすが、ペースが上がらず早々に失速すると、デザーモは異常を感じたのか直線の手前で馬体を大きく外側へ持ち出して馬群から引き離し、最後は負担をかけぬように減速させながらゴールへと向かった。最下位入線であるが公式記録上は「競走中止」扱いとなっている。勝利したのは、ハナを奪ってそのまま押し切ったダタラだった。
今までほとんどのレースで圧勝してきた本馬が、レース後の検査で異常が見つからなかったベルモントステークスで大敗したことで、各方面で敗因について様々な議論が交わされた。調教が軽過ぎたのではないか、当日の暑さにやられたのではないか、前半行きたがった本馬を抑えたデザーモの騎乗ミスではないか、あるいは右後肢の蹄鉄が外れかかっていたことが影響したのではないかなど、さまざまな要因が取りざたされたものの、敗因を特定するにはいたらなかった。
約2か月の休養をはさんでの復帰戦に選ばれたのはハスケルインビテーショナルステークスだった。2番手を追走すると、ゴール前で逃げたコールプレイを差し切り復帰戦を白星で飾った。続いてデビュー戦以来となる芝コースのモンマスステークスに出走、プラウディンスキーをクビ差抑えて優勝した。
その後ブリーダーズカップ・クラシックを目指して調整がされていたが、10月13日にアケダクト競馬場の芝コースでの追い切りで右前脚に故障を発生、そのまま引退することとなった。

### 種牡馬として
2009年よりスリーチムニーズファームで種牡馬として供用される。初年度の種付料は6万5000ドル。2010年からはシャトル種牡馬としてオーストラリアでも種付けを行っている。2015年にニューヨーク州のダッチェスビューズファームに移動。
2012年に初年度産駒デビュー。散発的に重賞勝ち馬を出す程度と期待ほど産駒は走らず、種付料は2015年には1万ドルを割り込むまでに落ち込んだ。
初年度産駒である2010年産のうち5頭が日本に輸入され、その中には日本ダービー3着のアポロソニックがいる。
2024年を持って種牡馬を引退。種牡馬引退後はオールドフレンズで余生を送る。

#### 主な産駒
2012年産
- Dortmund / ドルトムンド - ロスアラミトスフューチュリティ、サンタアニタダービー

### 競走成績
| 出走日     | 競馬場                 | 競走名               | 格 | 距離   | 着順 | 騎手       | 着差       | 1着（2着）馬         |
| ---------- | ---------------------- | -------------------- | -- | ------ | ---- | ---------- | ---------- | -------------------- |
| 2007.09.03 | サラトガ               | 未勝利               |    | 芝8.5f | 1着  | J.ローズ   | 11 1/4馬身 | (Doctor Cal)         |
| 2008.03.05 | ガルフストリームパーク | 一般競走             |    | D8f    | 1着  | K.デザーモ | 12 3/4馬身 | （Heaven's Awesome） |
| 2008.03.29 | ガルフストリームパーク | フロリダダービー     | G1 | D9f    | 1着  | K.デザーモ | 5馬身      | (Smooth Air)         |
| 2008.05.03 | チャーチルダウンズ     | ケンタッキーダービー | G1 | D10f   | 1着  | K.デザーモ | 4 3/4馬身  | (Eight Belles)       |
| 2008.05.17 | ピムリコ               | プリークネスS        | G1 | D9.5f  | 1着  | K.デザーモ | 5 1/4馬身  | (Macho Again)        |
| 2008.06.07 | ベルモント             | ベルモントS          | G1 | D12f   | 中止 | K.デザーモ | -          | Da'Tara              |
| 2008.08.03 | モンマスパーク         | ハスケル招待S        | G1 | D9f    | 1着  | K.デザーモ | 1 3/4馬身  | (Coal Play)          |
| 2008.09.13 | モンマスパーク         | モンマスS            |    | 芝9f   | 1着  | K.デザーモ | クビ       | (Proudinsky)         |

## エピソード

### ドーピング問題
本馬が惨敗したベルモントステークスの直後にドーピングに対して様々な議論が交わされた。アメリカは、他国とは違い競走馬に対するドーピングが依然として認められている州が多い。本馬を管理しているダトロー調教師がビッグブラウンにケンタッキーダービー前までアナボリックステロイドを投与していたことを認めたため、全米で競走馬に対してのドーピングの是非が問われることとなり、2008年にブリーダーズカップが開催されるカリフォルニア州ではアナボリックステロイドが規制されることとなった。

## 血統表
| ビッグブラウンの血統（ダンジグ系 / Northern Dancer3×3=25.00% , Damascus4×3=18.75%、Round Table4×5=9.38%） | ビッグブラウンの血統（ダンジグ系 / Northern Dancer3×3=25.00% , Damascus4×3=18.75%、Round Table4×5=9.38%） | ビッグブラウンの血統（ダンジグ系 / Northern Dancer3×3=25.00% , Damascus4×3=18.75%、Round Table4×5=9.38%） | （血統表の出典）         | （血統表の出典） |
| 父 Boundary 1990 鹿毛                                                                                     | 父の父Danzig 1977 鹿毛                                                                                    | Northern Dancer                                                                                           | Nearctic                 | Nearctic         |
| 父 Boundary 1990 鹿毛                                                                                     | 父の父Danzig 1977 鹿毛                                                                                    | Northern Dancer                                                                                           | Natalma                  |                  |
| 父 Boundary 1990 鹿毛                                                                                     | 父の父Danzig 1977 鹿毛                                                                                    | Pas de Nom                                                                                                | Admiral's Voyage         | Admiral's Voyage |
| 父 Boundary 1990 鹿毛                                                                                     | 父の父Danzig 1977 鹿毛                                                                                    | Pas de Nom                                                                                                | Petitioner               |                  |
| 父 Boundary 1990 鹿毛                                                                                     | 父の母Edge 1978 栗毛                                                                                      | Damascus                                                                                                  | Sword Dancer             | Sword Dancer     |
| 父 Boundary 1990 鹿毛                                                                                     | 父の母Edge 1978 栗毛                                                                                      | Damascus                                                                                                  | Kerala                   |                  |
| 父 Boundary 1990 鹿毛                                                                                     | 父の母Edge 1978 栗毛                                                                                      | Ponte Vecchio                                                                                             | Round Table              | Round Table      |
| 父 Boundary 1990 鹿毛                                                                                     | 父の母Edge 1978 栗毛                                                                                      | Ponte Vecchio                                                                                             | Terentia                 |                  |
| 母 Mien 1999 鹿毛                                                                                         | 母の父Nureyev 1977 鹿毛                                                                                   | Northern Dancer                                                                                           | Nearctic                 | Nearctic         |
| 母 Mien 1999 鹿毛                                                                                         | 母の父Nureyev 1977 鹿毛                                                                                   | Northern Dancer                                                                                           | Natalma                  |                  |
| 母 Mien 1999 鹿毛                                                                                         | 母の父Nureyev 1977 鹿毛                                                                                   | Special                                                                                                   | Forli                    | Forli            |
| 母 Mien 1999 鹿毛                                                                                         | 母の父Nureyev 1977 鹿毛                                                                                   | Special                                                                                                   | Thong                    |                  |
| 母 Mien 1999 鹿毛                                                                                         | 母の母Miasma 1992 鹿毛                                                                                    | Lear Fan                                                                                                  | Roberto                  | Roberto          |
| 母 Mien 1999 鹿毛                                                                                         | 母の母Miasma 1992 鹿毛                                                                                    | Lear Fan                                                                                                  | Wac                      |                  |
| 母 Mien 1999 鹿毛                                                                                         | 母の母Miasma 1992 鹿毛                                                                                    | Syrian Circle                                                                                             | Damascus                 | Damascus         |
| 母 Mien 1999 鹿毛                                                                                         | 母の母Miasma 1992 鹿毛                                                                                    | Syrian Circle                                                                                             | Friendly Circle F-No.5-h |                  |